# Telegranda
Telegranda è una rete televisiva privata che diffonde il proprio segnale su tutta la regione Piemonte, Liguria e Valle d'Aosta.
Ha sede a Cuneo in via Bartolomeo Bruni 5.

## Storia
Nata nel 1987, Telegranda è una televisione radicata nel territorio cuneese. Fornisce una finestra quotidiana di informazione, intrattenimento e promozione locale. Fra le tappe storiche, la concessione di rete comunitaria ottenuta nel 1992, trasformatasi poi in Informativa nel 1997.
Nel 2005 l'emittente si era trasferita nei nuovi studi a Beinette, dai quali, nel marzo del 2009, partirono le operazioni di digitalizzazione del segnale. L'approdo sul digitale terrestre ha portato Telegranda ad ampliare notevolmente il suo bacino d'utenza anche sul torinese, completamente coperta dal nuovo sistema di trasmissione.
Telegranda ha interrotto le trasmissioni il 31 dicembre 2015, con la chiusura dell'emittente televisiva.
Dal 14 ottobre 2016 Telegranda ha ripreso l'attività, sempre dagli studi di Beinette sintonizzandosi al canale 113, ospitato sul Mux della stazione televisiva torinese Rete 7.
Con la fine del 2016 Telegranda si è trasferita negli studi di registrazione in centro Cuneo, dando inizio ad una nuova fase e cambiando anche il canale di trasmissione: ora è possibile trovarla sul 186 in Piemonte, sul 196 il Liguria e sul 114 il Valle d'Aosta.
Da marzo 2022 in Piemonte viene sintonizzata sulla LCN 81.

## Programmi
- ASTRI E DESTINO
- CREA E CUOCI
- DELITTI & MISTERI
- ESPLORANDO I MESTIERI ARTIGIANI
- FILM
- GLI SPECIALI DI TELEGRANDA
- GRANDA CUORE
- GRANDA MATTINA
- GRANDA NOTIZIE
- GRANDA SETTE
- GRANDA SHOPPING
- IL ROSARIO
- IL TALENTO D'ORO
- JUKE BOX
- L'ALLEGRA COMPAGNIA
- LE AUTO DELLA SETTIMANA
- LE RUBRICHE DI TELEGRANDA
- LUNEDI' SPORT
- MENTE & CORPO
- MILLEVOCI
- MOSAICO
- MUSICA FRA LE STELLE
- NEL CUORE DELLE PAROLE
- NOTIZIE UTILI
- PARLEUROPA
- PARLIAMO CON..
- PARLOMA E CANTOMA AN PIEMONTEIS
- PARTITA PALLAPUGNO
- PRONTO DOTTORE
- SERVIZIO DEL GIORNO
- TELEFILM
- TELENOVELA HAPPY HAND

## Giornalisti e staff
- Presidente: Gianni Bo
- Direttore: Daniela Bianco
- Staff tecnico: Mariano Giraudo, Sandro Gastinelli
- Redazione giornalistica: Zaira Mureddu, Gabriele Destefanis, Matteo Garnero